# Live at Berkeley
Albums de Jimi Hendrix
Paris 67 / San Francisco 68
(2003) Martin Scorsese Presents The Blues: Jimi Hendrix
(2003)
Live at Berkeley est un album live de Jimi Hendrix enregistré en mai 1970 au cours de la tournée The Cry of Love et sorti le 16 septembre 2003.
De nombreux titres du second set, joués à Berkeley le 30 mai 1970, étaient disponibles officiellement mais éparpillés sur différents albums et certains étaient introuvables[réf. nécessaire]. Aussi, l'album Jimi Plays Berkeley, sorti en 1973, portait mal son nom puisqu'il comportait des extraits du concert donné au Royal Albert Hall. Il fallut attendre 2003 avant de pouvoir officiellement écouter ce concert. Ceci étant, un titre important manque à l'appel, à savoir la version hendrixienne de Johnny B. Goode de Chuck Berry, qui a été probablement écartée pour des questions de droits d'auteur.

## Liste des morceaux
- Tous les titres sont signés par Jimi Hendrix sauf indications.

1. Introduction - 1:47
2. Pass It On (Straight Ahead) - 6:58
3. Hey Baby (New Rising Sun) - 6:07
4. Lover Man - 2:59
5. Stone Free - 4:08
6. Hey Joe (Billy Roberts) - 4:49
7. I Don't Live Today - 5:26
8. Machine Gun - 11:22
9. Foxy Lady - 6:30
10. Star Spangled Banner (Francis Scott Key, John Stafford Smith) - 2:30
11. Purple Haze - 3:48
12. Voodoo Child (Slight Return) - 10:49

## Personnel

### Les musiciens
- Jimi Hendrix : guitare, chant
- Billy Cox : basse, seconde voix
- Mitch Mitchell : batterie

### Les techniciens
- Eddie Kramer : mixage (Clinton Recording Studios, New York)
- George Marino : mastering (Sterling Sound, New York)

## Point discographique
- Lover Man : à l'origine sur Hendrix in the West
- Machine Gun : à l'origine sur Johnny B. Goode
- Stone Free : à l'origine sur Band of Gypsys 2
- Hey Joe : à l'origine sur The Jimi Hendrix Concerts
- Hey Baby (New Rising Sun) : à l'origine sur un pressage japonais rare du Band of Gypsys 2
- I Don't Live Today : à l'origine sur Sacred Sources I - Live Forever[réf. nécessaire]

## Jimi Plays Berkeley: le film
Le film Jimi Plays Berkeley revient sur les deux concerts donnés par le trio Hendrix/Cox/Mitchell au Community Theatre de Berkeley le 30 mai 1970. Sorti dans les salles obscures dès 1971, il fut disponible en VHS au début des années 90, puis en DVD depuis 2003.
Le montage du film, avec beaucoup de coupure, ne semble pas pouvoir être amélioré car la pellicule existante n'a pas été conservée.
Le son aussi est coupé pour correspondre à l'image, ce qui n'est pas le cas en ce qui concerne le CD de ce concert.

## Charts
| Pays       | Durée du classement | Meilleur classement |
| ---------- | ------------------- | ------------------- |
| États-Unis | 1 semaine           | 191e                |
| France     | 1 semaine           | 200e                |